# Jazep Losik
Jazep (Iosif) Jurjewicz Losik (biał. Язэп (Іосіф) Юр’евіч Лёсік; pseudonimy: Ja. Ł. Apałczeniec, Ł-k, Ja.Ł., Ja.Ł-k.; ur. 18 listopada 1883 w Mikołajewszczyźnie w powiecie mińskim litewskim, zm. 1 kwietnia 1940 w Saratowie) – białoruski lewicowy działacz narodowy i społeczny, polityk, prozaik, publicysta, językoznawca i literaturoznawca, pedagog, zwolennik niepodległości Białorusi; delegat na I Zjazd Wszechbiałoruski, w 1918 roku jeden z inicjatorów utworzenia Białoruskiej Republiki Ludowej (BRL), a następnie przewodniczący Rady BRL – formalnie głowa państwa; akademik Akademii Nauk Białorusi; wielokrotnie aresztowany i represjonowany politycznie przez władze carskie i radzieckie, zmarł w więzieniu.

## Życiorys

### Dzieciństwo i młodość
Urodził się 18 listopada (6 listopada st. st.) 1883 roku we wsi Mikołajewszczyzna, w powiecie mińskim litewskim guberni mińskiej Imperium Rosyjskiego (obecnie w rejonie stołpeckim obwodu mińskiego Białorusi). Jego rodzice, Jurka i Chryscina Losikowie, byli bezrolnymi chłopami i dzierżawili ziemię od książąt Radziwiłłów. Mieli siedmioro synów i trzy córki. Jazep był ich najmłodszym dzieckiem, dlatego w pierwszych latach życia nie był zbytnio obciążany obowiązkami. Ukończył 2 klasy Mikołajewskiej Szkoły Ludowej, po czym dwa lata przygotowywał się do egzaminów do seminarium nauczycielskiego. Zdawał do Seminarium Nauczycielskiego w Nieświeżu, lecz nie dostał się. W roku 1898 podjął naukę w Seminarium Nauczycielskim w Mołodecznie, z którego jednak w 1899 roku, w drugiej klasie, został wyrzucony „za nieposłuszeństwo” bez prawa kontynuowania edukacji na innych uczelniach. W tej sytuacji w 1900 roku wyjechał do Nowogrodu Siewierskiego, gdzie w szkole miejskiej pracował jego brat Anton. Jazep podjął naukę w ostatniej klasie tej szkoły i ukończył ją w 1902 roku. Zdał egzamin na nauczyciela szkoły ludowej i nauczyciela domowego szkoły początkowej w gimnazjum w Nowogrodzie Siewierskim.

### Udział w rewolucji 1905 roku i carskie represje

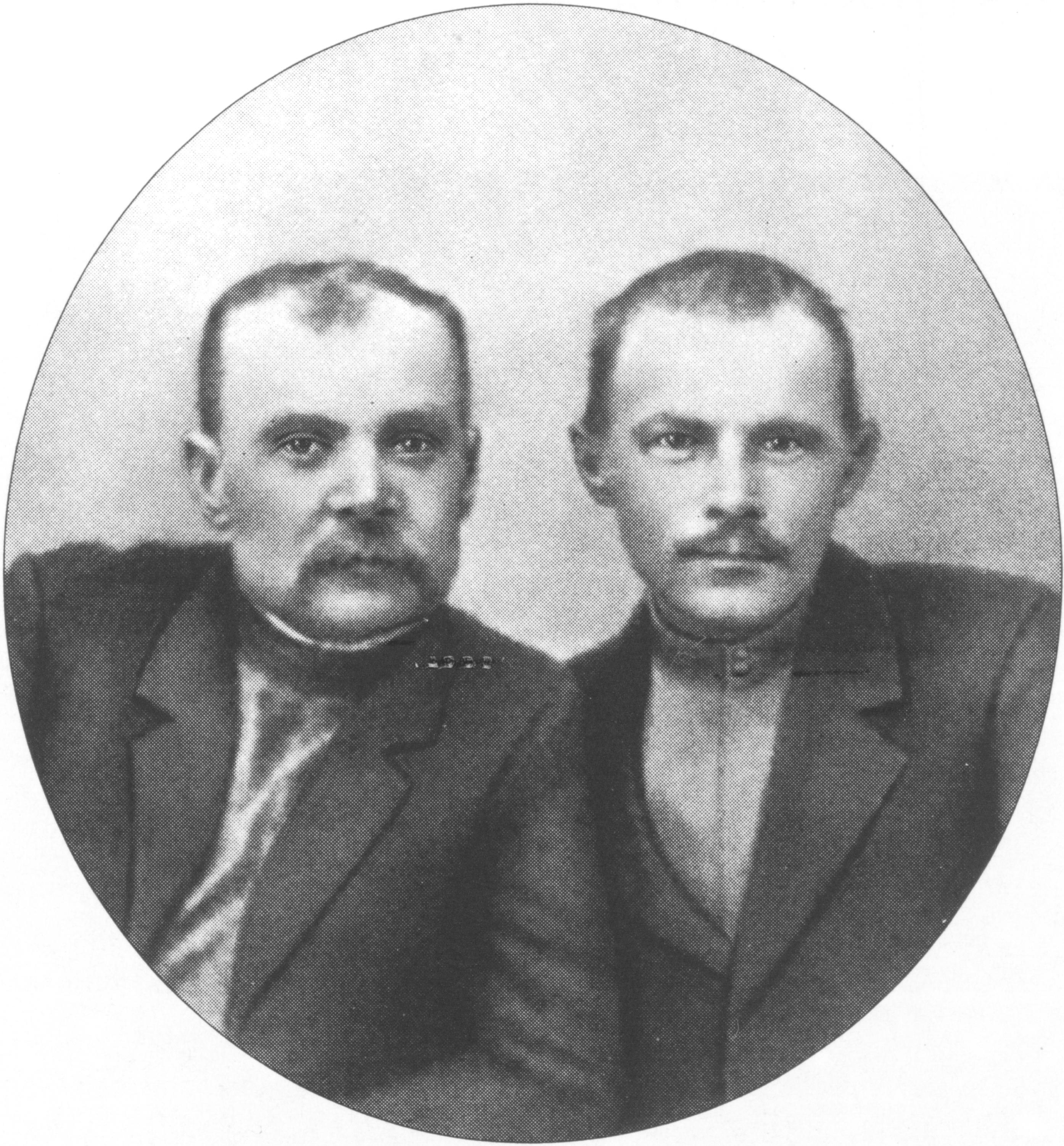
Jazep Losik (z lewej) i Alaksandr Pruszynski w czasie zsyłki do Bodajbo, 1914 rok

Po zakończeniu edukacji podjął pracę jako nauczyciel języka rosyjskiego w Szkole Gospodarstwa Wiejskiego w Bobrujsku, ale już w 1903 roku wrócił w okolice Nowogrodu Siewierskiego, gdzie pracował jako nauczyciel w miasteczku Gremiacz, w powiecie nowogrodzkim siewierskim guberni czernihowskiej. W czasie rewolucji 1905 roku angażował się politycznie. Organizował w budynku szkoły spotkania z miejscowymi chłopami, podczas których m.in. czytał głośno artykuły prasowe, komentował wydarzenia w kraju i przekonywał, że ziemia powinna zostać przekazana z rąk wielkich właścicieli ziemskich chłopom. W tym samym roku został aresztowany przez władze rosyjskie i osadzony w więzieniu w Nowogrodzie Siewierskim. Wywołało to oburzenie mieszkańców Gremiacza, którzy planowali udać się do więzienia i żądać uwolnienia więźnia, ostatecznie jednak zrezygnowali z tego pomysłu. W 1907 roku Jazep Losik został przetransportowany na proces sądowy do miasta Starodub. Zbiegł z miejscowego więzienia, po czym ukrywał się w Stołpcach, Petersburgu i dwa lata w miejscowości Krasnowka pod Ługańskiem, gdzie jeden z jego starszych braci był urzędnikiem. W 1911 wrócił do Nowogrodu Siewierskiego, gdzie został ponownie aresztowany, przewieziony do Staroduba i skazany na bezterminowe zesłanie na Syberię. Karę odbywał najpierw w Kireńsku, a następnie we wsiach powiatu szreńskiego. Przez krótki czas był także w Bodajbo w guberni irkuckiej. W czasie zsyłki zajmował się samokształceniem, będąc w Bodajbo pracował jako pisarz, w jednej ze wsi próbował organizować szkołę początkową, jednak ta została szybko zamknięta przez władze. Utrzymywał kontakty z innymi politycznymi zesłańcami, śledził wydarzenia w ojczystym kraju, współpracował z białoruską gazetą „Nasza Niwa”, wysyłając do niej swoje korespondencje, opowiadania i wiersze. Zaprzyjaźnił się z Alaksandrem Pruszynskim, późniejszym białoruskim literatem i politykiem.

### Działalność polityczna w białoruskim ruchu narodowym

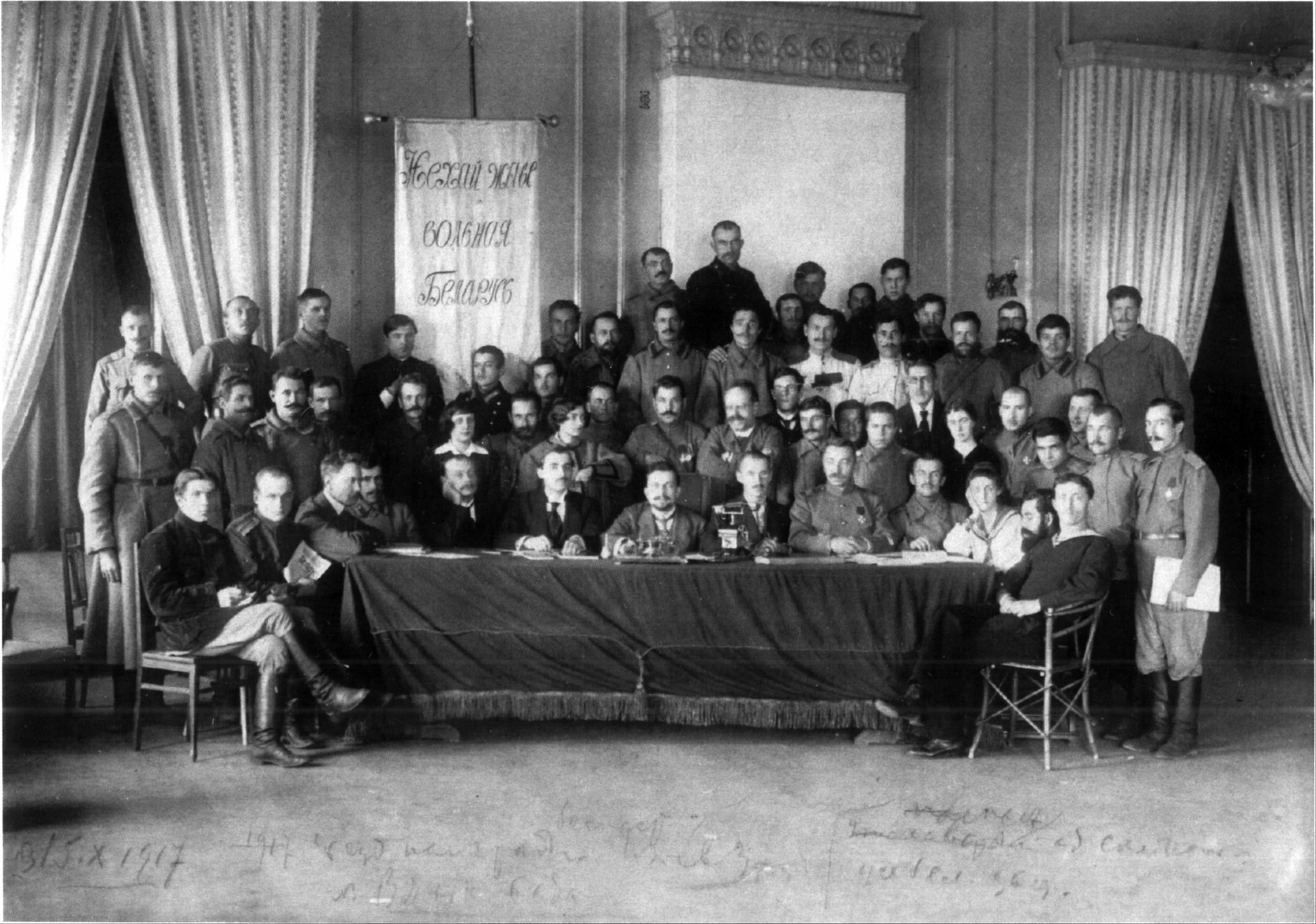
Posiedzenie WRB i CBRW w 1917 roku. Jazep Losik w pierwszym rzędzie piąty z lewej.

Po rewolucji lutowej w 1917 roku mógł powrócić w rodzinne strony. Zamieszkał w Mińsku, gdzie włączył się w działalność białoruskiego lewicowego ruchu narodowego. Był jednym z aktywnych przywódców Białoruskiej Socjalistycznej Gromady (BSG). Jako jej przedstawiciel wszedł w skład utworzonego 7–9 kwietnia (25–27 marca st. st.) 1917 roku Białoruskiego Komitetu Narodowego (BKN). W dniach 21–23 lipca (8–10 lipca st. st.) 1917 roku uczestniczył w kolejnym zjeździe białoruskich organizacji i partii narodowych, podczas którego BKN zostało rozwiązane. W ostatnim dniu zjazdu został wybrany do prezydium powołanej na miejsce BKN Centralnej Rady Białoruskich Organizacji i Partii (CRBOiP). Od przełomu października i listopada 1917 roku wchodził w skład Wielkiej Rady Białoruskiej, w którą przekształcona została CRBOiP. Uczestniczył w I Zjeździe Wszechbiałoruskim, odbywającym się 18–30 grudnia (5–17 grudnia st. st.) 1917 roku.
W latach 1917–1918 redagował gazetę „Wolnaja Biełaruś”. Był jednym z inicjatorów ogłoszenia niepodległości Białoruskiej Republiki Ludowej (BRL) 25 marca 1918 roku. W 1918 roku, w okresie funkcjonowania struktur BRL pod niemiecką okupacją, wspierał białoruską oświatę. Wraz z Jazepem Waronką i Kanstancinem Jezawitauem zreorganizował Białoruskie Towarzystwo Kulturalno-Oświatowe „Praswieta” w Białoruskie Towarzystwo Kulturalno-Oświatowe „Baćkauszczyna”. Wchodził w skład Rady BRL. W połowie kwietnia 1918 roku był brany pod uwagę przez działaczy BRL jako jeden z kandydatów na stanowisko szefa rządu – przewodniczącego Ludowego Sekretariatu Białorusi. 26 kwietnia 1918 roku jego podpis znalazł się pod telegramem wysłanym następnego dnia w imieniu rządu i Rady BRL do niemieckiego cesarza Wilhelma II. Telegram zawierał podziękowanie za „wyzwolenie Białorusi” oraz prośbę o poparcie dla BRL i jej sojuszu z Niemcami. Posunięcie to zostało bardzo negatywnie odebrane przez środowiska lewicowe, prorosyjskie i antyniemieckie w łonie BRL, doprowadzając m.in. do opuszczenia Rady BRL przez znaczną część jej członków oraz do rozpadu BSG.

### Przewodniczący Rady BRL

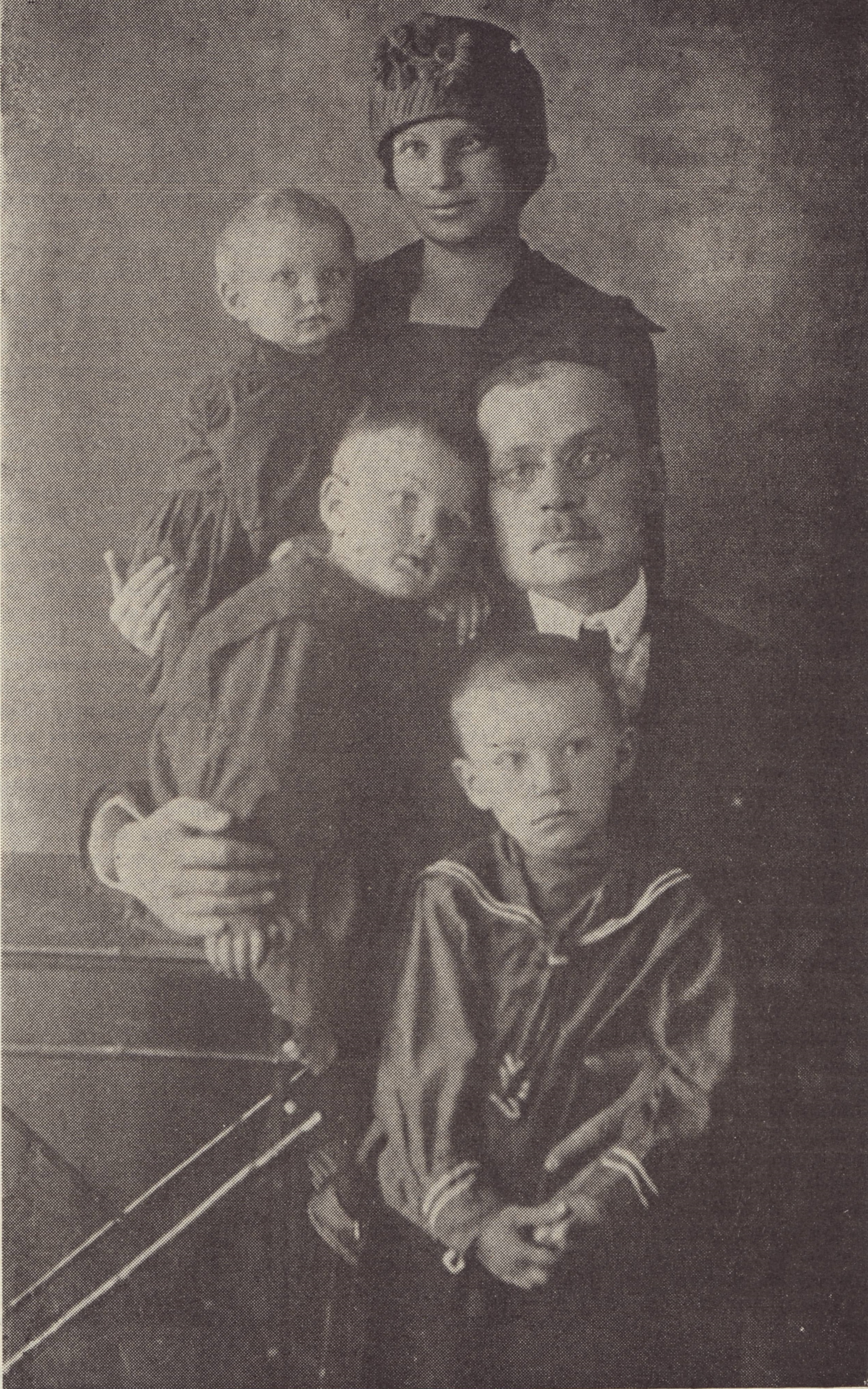
Jazep Losik z żoną Wandą Lawicką i dziećmi

14 maja 1918 roku, na dziesiątym posiedzeniu II sesji Rady BRL, Jazep Losik został wybrany na jej przewodniczącego – formalnie głowę państwa. Zastąpił na tym stanowisku Iwana Sieradę. Po rozłamie w BSG został jednym z przywódców Białoruskiej Partii Socjaldemokratycznej (BPSd) wchodził w skład tzw. frakcji Bloku, do której należały: BPSd, BSG, Białoruska Partia Socjalistów-Federalistów i Białoruska Ludowa Partia Socjalistów. Pełniąc funkcję przewodniczącego Rady, starał się doprowadzić do uznania niepodległości BRL na arenie międzynarodowej, a także zapobiec utracie terytoriów uważanych przez polityków BRL za część ich państwa. 7 października wraz z premierem Iwanem Sieradą złożył na ręce kanclerza Niemiec protest przeciwko przekazaniu Polsce powiatów białostockiego, bielskiego i grodzieńskiego. 20 października wchodził w skład delegacji BRL do kanclerza Niemiec, która miała ponowić prośbę o uznanie państwa przez Niemcy oraz o zgodę na formowanie białoruskiego wojska. Delegacja nie została jednak przyjęta. 22 października był jednym z przedstawicieli BRL, którzy zwrócili się do prezydenta Stanów Zjednoczonych z prośbą o uznanie państwa, wsparcie polityczne i obronę terytorium po ewakuacji wojsk niemieckich.
W 1919 roku, po zajęciu Grodzieńszczyzny i Wileńszczyzny przez Wojsko Polskie, Jazep Losik uczestniczył w rozmowach z Komisarzem Generalnym ZCZW Jerzym Osmołowskim na temat politycznej przyszłości tym ziem, m.in. o plebiscycie. Po tym, jak Polacy odbili z rąk bolszewików Mińsk, wszedł w skład utworzonego tam 10 sierpnia Tymczasowego Białoruskiego Komitetu Narodowego – narodowego przedstawicielstwa Białorusinów, które nie wykluczało federacji z Polską pod warunkiem uznania przez nią BRL. 19 września 1919 roku jako przewodniczący Rady BRL brał udział w spotkaniu z polskim Naczelnikiem Państwa Józefem Piłsudskim w Domu Szlacheckim w Mińsku. W czasie spotkania delegacja zwróciła się do Piłsudskiego o uznanie niepodległości i integralności BRL, umożliwienie odnowienia pracy jej organów, stopniowe przekazywanie władzy w ręce Rady, udzielenie pożyczki, formowanie białoruskiego wojska u boku polskiego i wspólną walkę z bolszewikami. Delegacja nie uzyskała ze strony polskiego przywódcy żadnych zobowiązań.

### Działalność po rozłamie w Radzie BRL
13 grudnia 1919 roku wziął udział w posiedzeniu Rady BRL w Mińsku. Następnego dnia wobec panującego na sali bałaganu posiedzenie Rady BRL zostało zerwane, a jej członkowie opuścili budynek. Pozostało w nim ośmiu członków Białoruskiej Partii Socjalistów-Rewolucjonistów, trzech członków Białoruskiej Partii Socjalistów-Federalistów i kilka osób roszczących sobie prawo do bycia delegatami Rady BRL. Grupa ta dokonała przewrotu przeciwko Radzie i premierowi Antonowi Łuckiewiczowi, powołując konkurencyjną wobec Rady BRL Ludową Radę BRL. Tymczasem pozostała część Rady spotkała się w prywatnym mieszkaniu Aleksandra Własowa, gdzie powołano pięcioosobową Radę Najwyższą BRL. Jazep Losik został jej członkiem (według innego źródła – przewodniczącym).
W dniach 20–24 marca uczestniczył w rozmowach między przedstawicielami ZCZW i białoruskim środowiskiem. Reprezentował na nim stanowisko Białoruskiej Centralnej Rady Wileńszczyzny i Grodzieńszczyzny, zgodnie z którym strona białoruska zwracała się do władz polskich o obronę całości Białorusi, uznanie woli ludności białoruskiej w kwestii przyszłości kraju, równouprawnienie języka białoruskiego i rozwoju białoruskiej edukacji. Białoruscy politycy podkreślili przy tym, że oczekują niezależności BRL, ale widzą jej przyszłość w związku z Polską. Strona polska spełniła wówczas część postulatów.
W latach 1919–1920, w okresie gdy Mińsk znajdował się pod polską administracją, Jazep Losik współpracował z wydawanymi tam białoruskojęzycznymi czasopismami „Zwon” i „Biełaruś”. Przez pewien czas był także redaktorem tego drugiego.

### Działalność w Białoruskiej SRR

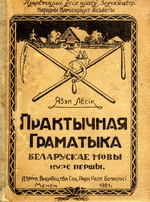
„Praktycznaja hramatyka biełaruskaje mowy. Kurs pierszy”

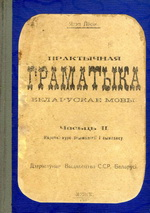
„Praktycznaja hramatyka biełaruskaje mowy”

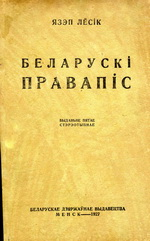
„Biełaruski prawapis”

Po ponownym zajęciu Mińska przez bolszewików i zakończeniu wojny polsko-bolszewickiej jako jeden z pierwszych działaczy BRL ogłosił uznanie władzy Białoruskiej SRR. Porzucił działalność polityczną i zajął się pracą naukową, kulturalną, oświatową i literacką. Od lipca 1921 roku wykładał na Białoruskim Uniwersytecie Państwowym, białoruskich kursach lektorskich i w Białoruskim Technikum Pedagogicznym. W 1922 roku został wybrany na członka zwyczajnego Instytutu Kultury Białoruskiej (IKB). Brał udział w pracach Komisji Terminologicznej IKB, a od początku 1930 roku pełnił funkcję jej przewodniczącego. W 1927 roku został dyrektorem Instytutu Języka Białoruskiego, a w 1928 roku – członkiem zwyczajnym i akademikiem Akademii Nauk Białorusi.

### Radzieckie represje i śmierć
W 1922 roku wydany został podręcznik jego autorstwa pt. Praktycznaja hramatyka biełaruskaje mowy. Książka została negatywnie przyjęta przez władze radzieckie, m.in. gazeta „Zwiazda” określiła ją mianem „kontrrewolucyjnej”. Na początku listopada 1922 roku Losik został aresztowany, ale już w grudniu uwolniony po interwencji ludowego komisarza oświaty Usiewałada Ihnatouskiego. 17 lipca 1930 roku został aresztowany w kaukaskim kurorcie Maciesta przez GPU Białoruskiej SRR na skutek śledztwa w sprawie fikcyjnego Związku Wyzwolenia Białorusi. 6 grudnia 1930 decyzją Rady Komisarzy Ludowych Białoruskiej SRR został pozbawiony tytułu akademika. 10 kwietnia 1931 roku został skazany przez Kolegium OGPU ZSRR za działalność antyradziecką na 5 lat zesłania do obwodu saratowskiego. Zamieszkał początkowo w Kamyszynie, gdzie jednak nie znalazł pracy. Przeniósł się do Nikołajewska, gdzie wykładał w technikach pedagogicznych język rosyjski i literaturę (według innego źródła były to miasta Atkarsk i Dubowka). Latem 1933 roku przeprowadziła się do niego rodzina.
W listopadzie 1934 roku otrzymał amnestię od Ogólnorosyjskiego Centralnego Komitetu Wykonawczego. Latem 1935 roku zwrócił się z prośbą o zgodę na powrót do Mińska, dostał jednak odmowę. W tym samym roku przeniósł się wraz z rodziną w okolice Briańska. W 1936 roku pracował jako nauczyciel w szkole w Nowozbykowie lub Małowyszkowie, niedaleko stacji Złynka. Ze względu na bliskość granicy z Białoruską SRR często bywał na jej terytorium, m.in. oglądał białoruskie przedstawienia teatralne w Homlu. Wkrótce został wyrzucony z pracy i latem 1936 roku powrócił do obwodu saratowskiego. Zamieszkał we wsi Dubowka, gdzie podjął pracę nauczyciela w szkole, jednak po roku został zwolniony. Jesienią 1937 roku wraz z rodziną przeprowadził się do miasta Atkarsk, gdzie pracował jako nauczyciel języka rosyjskiego i literatury w technikum pedagogicznym. 25 czerwca 1938 roku aresztowano go w związku ze sprawą „Kontrrewolucyjnej organizacji zesłańców politycznych w Saratowie”. Trafił do więzienia w Atkarsku, a następnie w Saratowie. Po raz ostatni jego rodzina miała z nim kontakt 16 lipca 1938 roku, kiedy otrzymała pożegnalną pocztówkę. 31 marca 1940 roku na Specjalnym Posiedzeniu NKWD ZSRR został skazany na 5 lat łagrów. Zmarł następnego dnia w saratowskim więzieniu, według oficjalnej wersji w wyniku gruźlicy. Według innego źródła został rozstrzelany natychmiast po ogłoszeniu wyroku. Miejsce jego pochówku pozostaje nieznane.
Jazep Losik został pośmiertnie zrehabilitowany dwukrotnie: 8 października 1958 roku w sprawie z 1940 roku przez Saratowski Sąd Obwodowy, a 10 czerwca 1988 roku – w sprawie z 1931 roku przez kolegium Sądu Najwyższego Białoruskiej SRR. W 1990 roku przywrócono mu tytuł akademika. Grupowa sprawa Losika i innych wraz z fotografią przechowywana jest w archiwum KGB Białorusi pod numerem № 20951-с.

## Działalność naukowa
W okresie życia w Białoruskiej SRR Jazep Losik zajmował się pracą oświatową wśród ludności republiki, promując język białoruski i upowszechniając świadomość narodową. Prowadził wykłady na uniwersytecie i kursy języka białoruskiego na terenie całej republiki. Pisał do czasopism artykuły publicystyczne, przekłady, prace popularnonaukowe i opowiadania. Będąc członkiem Komisji Terminologicznej IKB brał udział w tworzeniu białoruskojęzycznych terminów w wielu dziedzinach. Był autorem podręczników do gramatyki języka białoruskiego dla szkół (Szkolnaja hramatyka biełaruskaje mowy), a także książek dla techników o charakterze naukowym (Fanietyka, Marfałohija, Sintaksis). Jego prace stanowiły uzupełnienie i poszerzenie wcześniejszych opracowań Bronisława Taraszkiewicza, niemniej wiele zagadnień zostało poruszonych przez niego po raz pierwszy. Praca Sintaksis była pierwszą książką na temat składni języka białoruskiego. Podręczniki Jazepa Losika były wykorzystywane także na uczelniach. W listopadzie 1926 roku Jazep Losik był jednym z inicjatorów organizacji konferencji akademicznej na temat reformy pisowni i alfabetu języka białoruskiego.
Według Losika białoruski język literacki wchłonął niewłaściwe dla siebie rosyjskie i polskie formy syntaktyczne i frazeologiczne. Było to następstwem braku w przeszłości szkolnictwa w języku białoruskim. Mimo że zapożyczane słownictwo ulegało białorutenizacji, wyrażanie myśli w piśmie często wykazywało obce dla języka formy rosyjskie i polskie. Losik wskazywał, że język białoruski współczesnych mu książek, prasy, podręczników był niepodobny do żywego języka. Zauważał – podobnie jak wcześniej Bronisław Taraszkiewicz – że podstawą języka literackiego powinien być panujący dialekt, dlatego do opracowania podręczników do nauki języka białoruskiego odwoływał się do mowy pisarzy i poetów, którzy intuicyjnie wyczuwali charakterystyczne cechy dialektów narodu białoruskiego, a ich dzieła zazwyczaj były odzwierciedleniem żywej mowy.

## Twórczość literacka
Jazep Losik tworzył przede wszystkim prozę oraz przekładał na język białoruski literaturę obcą. Podejmował też próby poetyckie. Jego pierwszym opublikowanym utworem było tłumaczenie starożytnej greckiej bajki Hierkules i selanin (pol. Herkules i wieśniak), które ukazało się na łamach „Naszej Niwy” w 1912 roku. Pod koniec tego samego roku w czasopismo wydało również jego opowiadanie Nia ŭsie ż razam, jahamości! (pol. Nie wszyscy razem, jegomoście!). „Nasza Niwa” publikowała także jego korespondencje i publicystykę, m. in. Pra los biełaruskaha naroda i jaho mowy (pol. O losie białoruskiego ludu i jego języka). W latach 20. XX wieku książki Jazepa Losika podlegały silnej cenzurze. W 1921 roku władze radzieckie uniemożliwiły publikację jego zbioru artystycznej prozy pt. Rodnyja wobrazy (pol. Ojczyste obrazy). Jazep Losik przetłumaczył również na język białoruski Manifest partii komunistycznej oraz przełożył na współczesny język białoruski Pińską szlachtę Wincentego Dunina-Marcinkiewicza. Według opisu Centralnej Biblioteki Naukowej Narodowej Akademii Nauk Białorusi, prozę Jazepa Losika cechuje epickość, dążenie do szczegółowej charakterystyki cech, bogata paleta środków wyrazu, psychologiczna prawdziwość. Szczególną uwagę zwracał na specyfikę, szczegóły życia, pejzażu. (…) Artystycznie odkrywał duszę prostego Białorusina, unikając przy tym tendencyjności.

## Poglądy
Działalność polityczna i oświatowa Jazepa Losika była skierowana na upowszechnianie wśród Białorusinów idei posiadania własnego państwa i świadomości narodowej. Zdaniem jego brata Antona, świadomym, ideowym nacjonalistą stał się jeszcze na seminaryjnej ławie. We wrześniu 1917 roku pisał na łamach czasopisma „Wolnaja Biełaruś”:

Chcemy, żeby życie w naszym Kraju budowali swoi ludzie, i aby do naszych białoruskich spraw nie mieszała się centralna władza z Moskwy czy Piotrogrodu. Chcemy, żeby w końcu znikła nareszcie ta obrzydliwa, śmiertelnie szkodliwa, różnica pomiędzy państwowym i niepaństwowym narodem, która wyciągała z nas nasze siły. Chcemy, żeby wszystkie narody były państwowe na swojej ziemi.

W okresie istnienia Białoruskiej Republiki Ludowej był zwolennikiem jej pełnej niezależności od Rosji. Wyraziło się to między innymi poprzez jego poparcie dla ogłoszenia niepodległości BRL w marcu 1918 roku, a także poprzez podpis pod telegramem do cesarza Niemiec z podziękowaniami za „wyzwolenie Białorusi” w kwietniu tego samego roku.
Jazep Losik darzył szacunkiem język białoruski. Posługiwał się nim w codziennej komunikacji m.in. z bratem, a w ciągu całego swojego życia włożył wiele pracy w jego popularyzację. W jednej z wypowiedzi stwierdził: kiedy przechodzę po ulicach Mińska i słyszę język białoruski, to słucham go jak muzyki.

## Życie prywatne
Jazep Losik był żonaty z Wandą Lawicką, córką Antona Lawickiego – białoruskiego prozaika, dramaturga i publicysty. Wychowywał troje dzieci. Był wujem białoruskiego pisarza Jakuba Kołasa. W czasie zesłania na Syberię nabawił się rwy kulszowej, od 1928 roku chodził z pomocą laski. Jego wizyta w kurorcie Maciesta w 1930 roku związana była z leczeniem tej choroby. W połowie lat trzydziestych jego stan zdrowia się poprawił.

## Prace
- Autanomija Biełarusi. Mińsk, 1917 (wyd. 2: Mińsk, 1990);
- Praktycznaja hramatyka biełaruskaje mowy: Kurs pierszy. Mińsk, 1921;
- Biełaruskaja mowa: Prawapis. Mińsk, 1924;
- Sintaksis biełaruskaje mowy. Mińsk, 1925;
- Hramatyka biełaruskaje mowy: Fanietyka. Mińsk, 1926;
- Hramatyka biełaruskaje mowy: Marfałohija. Mińsk, 1927;
- Twory. Mińsk, 1994[4].

Ostatnią pracą naukową Jazepa Losika był Sintaksis ruskaj mowy, napisany w czasie zsyłki w 1938 roku. Rękopis jednak zaginął – został skonfiskowany w czasie przeszukania podczas aresztowania 25 czerwca 1938 roku.